# Zaisenhausen
Zaisenhausen este o comună din landul Baden-Württemberg, Germania.